# Jacques Clément

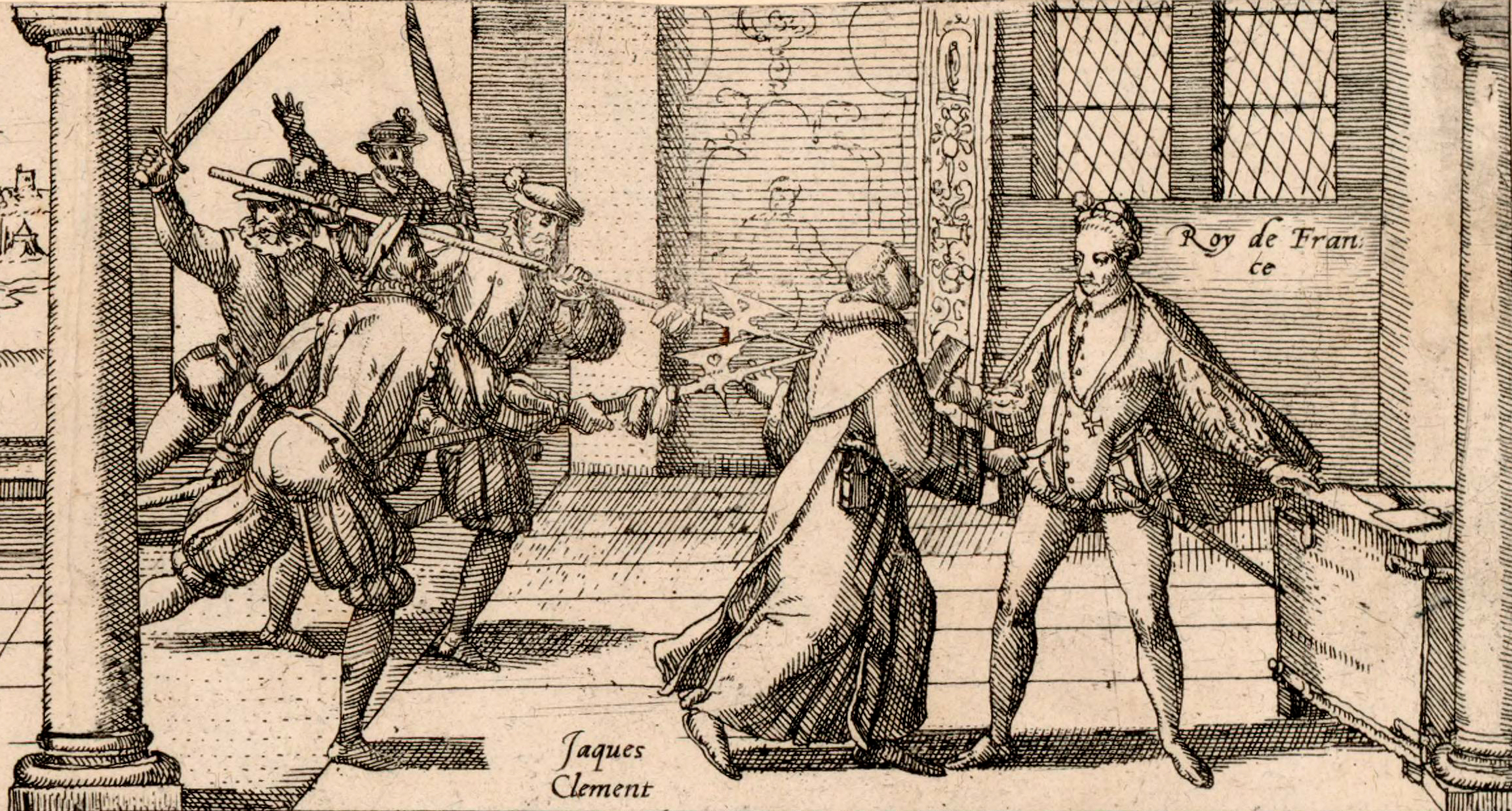
Jacques Clément mördar Henrik III.

Jacques Clément, född 1567, död 1 augusti 1589, var en fransk dominikanmunk som 1589 mördade den franske kungen Henrik III.
I slutet av 1580-talet rasade inbördeskrig i Frankrike, och Clément blev en hängiven anhängare av Katolska ligan, som leddes av hertigen av Guise. Henrik III ville själv bli ledare för Katolska ligan och lät i slutet av december 1588 mörda hertigen av Guise. Detta dåd väckte allmän avsky hos katolikerna, och i ett tillstånd av religiös fanatism ansåg Clément att alla kättare skulle utplånas, däribland Henrik III.
Clément räknade ut en plan för att få audiens hos Henrik III och kunna mörda denne. Den 31 juli 1589 lyckades Clément få tag på några brev adresserade till Henrik och begav sig till Saint-Cloud utanför Paris, där Henrik ledde stadens belägring. Dagen därpå tilläts Clément träffa Henrik och meddelade att han hade konfidentiella upplysningar till denne. Kungens drabanter avlägsnade sig, och när Henrik läste breven knivhögg Clément honom. Livknektarna störtade in och högg ner Clément som dog omedelbart. Henrik avled följande dag av sina sår.
Mordet chockade de flesta av Paris invånare, medan man inom Katolska ligan betraktade Clément som martyr.